# Pierre Louis Félix Lanquetot
Pierre-Louis-Félix Lanquetot, francoski general, * 1880, † 1974.